# Len (Band)
Len ist eine kanadische Alternative-Rock-Band aus Toronto, Ontario. Internationale Bekanntheit erlangte sie 1999 mit ihrem Lied Steal My Sunshine. Die Band wurde von Marc Costanzo (Gesang, Gitarre) und Sharon Costanzo (Gesang, Bass) gegründet.

## Geschichte
Frühe Werke der 1991 gegründeten Band waren an Künstler wie My Bloody Valentine, Mystery Machine und The Descendents angelehnt. Als Len als eine Hip-Hop-Version von Human League bezeichnet wurden, waren Marc und Sharon geschmeichelt und gaben zu, süchtig nach Human League zu sein.
Als Indieband veröffentlichte Len eine EP und zwei Alben, Superstar und Get Your Legs Broke, zuerst auf dem Label No Records aus Halifax, Nova Scotia, dann auf ihrem eigenen Label Funtrip. Diese Alben wurden jedes zwischen 20.000 und 35.000 Mal verkauft. Zu dem Duo stießen noch D Rock, DJ Move und Planet Pea. Die neuen Mitglieder beeinflussten die Ausrichtung der Band vom ursprünglichen Alternative Punk/Pop hin zu einer Art Hip-Hop. Sie veröffentlichten das Album You Can’t Stop the Bum Rush im Jahre 1999, auf dem auch der Hit Steal My Sunshine enthalten war, der Rang acht in Großbritannien und neun in den USA erreichte sowie die kanadischen Charts anführte und Teil des Soundtracks zum Film Go war. Das Stück bestand aus der heiseren Stimme Marcs und als Gegensatz dazu der sanft klingenden Stimme Sharons, untermalt von einem Sample aus dem Lied More, More, More von Andrea True Connection.
2000 coverte die Band das Lied Kids in America von Kim Wilde für den Film Digimon – The Movie; die Coverversion wurde in Los Angeles aufgenommen.
2002 erschien We Be Who We Be nur in den USA und Kanada beim Label Dreamworks. Das Album war ursprünglich für das zweite Quartal 2002 gedacht; nach Jahren der Verzögerungen verließ die Band das Label und wechselte zu Venus Corp (EMI). Am 14. Februar 2005 veröffentlichte Venus Corp ein komplett anderes Len-Album, Diary of the Madmen, das nur in Kanada veröffentlicht wurde. Dennoch entschieden manche Läden, es wegen der harten Sprache nicht zu verkaufen.
Len arbeitete an einem Nachfolgealbum für Diary of the Madmen, das im Sommer 2007 mit Marcin Watras fertiggestellt werden sollte. Das Album sollte zehn Lieder – darunter ein Cover eines Liedes von Ozzy Osbourne aus dessen ähnlich klingendem Album Diary of a Madman – enthalten und Gäste wie Junior „Dirty“ Sanchez, Stubbs und Chin sollten daran beteiligen. Marcs und Sharons Stimmen sollten nicht bei jedem Lied zu hören sein. Bis jetzt ist dieses Album aber nicht erschienen.

## Diskografie

### Alben
- 1994: Superstar
- 1996: Get Your Legs Broke
- 1999: You Can’t Stop the Bum Rush (CA: Gold)
- 2002: We Be Who We Be
- 2005: The Diary of the Madmen
- 2012: It’s easy if you try

### EPs und Singles
- 1992: Len

Superstar
- 1994: Slacker
- 1995: Candy Pop
- 1995: Showoff

Get Your Legs Broke
- 1996: Smarty Pants
- 1997: She’s Not
- 1997: Trillion Daze

You Can’t Stop the Bum Rush
- 1999: Steal My Sunshine
- 2000: Feeling Alright
- 2000: Cryptik Souls Crew

Soundtrack für Digimon – The Movie
- 2000: Kids in America

We Be Who We Be
- 2002: Bobby

The Diary of the Madmen
- 2003: It’s a Brother Sister Thing

## Auszeichnungen für Musikverkäufe
| Platin-Schallplatte - Australien - 2000: für die Single Steal My Sunshine |

Anmerkung: Auszeichnungen in Ländern aus den Charttabellen bzw. Chartboxen sind in ebendiesen zu finden.
| Land/RegionAuszeichnungen für Musikverkäufe (Land/Region, Auszeichnungen, Verkäufe, Quellen) | Gold     | Platin     | Verkäufe  | Quellen         |
| -------------------------------------------------------------------------------------------- | -------- | ---------- | --------- | --------------- |
| Australien (ARIA)                                                                            | —        | Platin1    | 70.000    | aria.com.au     |
| Kanada (MC)                                                                                  | Gold1    | —          | 50.000    | musiccanada.com |
| Vereinigte Staaten (RIAA)                                                                    | Gold1    | Platin1    | 1.500.000 | riaa.com        |
| Vereinigtes Königreich (BPI)                                                                 | —        | Platin1    | 600.000   | bpi.co.uk       |
| Insgesamt                                                                                    | 2× Gold2 | 3× Platin3 |           |                 |

## Auszeichnungen
- 1999: Dreifachauszeichnung: „Much Music Video Award“ für Steal My Sunshine (bestes Video, bestes Popvideo, beliebtestes Video in Kanada)